# Neostenanthera gabonensis
Neostenanthera gabonensis là loài thực vật có hoa thuộc họ Na. Loài này được (Engl. & Diels) Exell mô tả khoa học đầu tiên năm 1935.